# Путу Шервашидзе
Путу (Путо) Шервашидзе (груз. პუტო შარვაშიძე; д/н — 1630) — 1-й мтаварі (князь) Абхазії в 1600—1630 роках.

## Життєпис
Походив з роду Чачба. Молодший син вождя абхазів Беслако. Після смерті батька близько 1600 року розділив владу зі старшим братом Карабеєм, який отримав Бзибську (північну) Абхазію. Сам Путу отаборився біля Сухумі. тут налагодив постійні контакти з Мегрелією і Імеретією, ставши зватися на грузинський манер Шервашидзе.
1627 року розділив володіння між синами Беслако, Соломоном і Сетеманом. Перед смертю отримав від мегрельського князя Левана II Дадіані титул мтаварі, хоча сам переважно користувався абхазьким аналогом — аха. Після смерті Карабея, що сталася до 1630 року, об'єднав усю Абхазію